# 誠懇家日報
《誠懇家日報》（PD），是美國俄亥俄州克里夫蘭的一家主流報紙。

## 概要
約瑟夫·威廉·葛雷（Joseph William Gray）於1842年創刊，起先週報、1845年發行日報，截至2013年3月名列美國前20大報紙。雖海外知名度不如國際性都會大報，但發行至今屢次得獎，在美國報業打出名號。惟近年來減少紙張出刊並縮編裁員，遠在費城同業也不禁撰文唏噓。

## 名稱
創辦人葛雷是美國民主黨支持者，所以報紙立場曾偏民主黨長達98年不間斷，取名參考紐約過往發行傑佛遜路線刊物《The Plaindealer》，成立當時美加亦有數家同名報刊。:19-20《The Plain Dealer》在中文圈易附會克里夫蘭平灘區域（The Flats），拆分「Plain」、「Dealer」誤譯「平原」、「商人」，然「Plain Dealer」係指誠懇坦白之人。

## 沿革
- 1841年12月，葛雷兄弟買下《克里夫蘭廣告家》（Cleveland Advertiser）週報[8][9]。
- 1842年1月7日，改頭換面的《誠懇家》（The Plain Dealer）在克里夫蘭公眾廣場（Public Square，現市中心）創刊。
- 1843年1月4日，跟隨同業冠上地名為《克里夫蘭誠懇家》（Cleveland Plain Dealer）[7]:20[10]。
- 1845年4月7日，發行日報，報頭表記《克里夫蘭誠懇家日報》（Cleveland Daily Plain Dealer）[7]:55[11]。
- 1877年2月13日，籌組誠懇家出版公司（Plain Dealer Publishing Company）[7]:222。
- 1880年3月15日，報頭改回《克里夫蘭誠懇家》[12]。
- 1881年5月9日，報頭表記《誠懇家日報》（Daily Plain Dealer）[13]。
- 1883年3月5日，報頭表記《誠懇家》（Plain Dealer）[14]。
- 1885年1月2日，成為霍登（Holden）私人產業一環。同年3月16日，報頭又改回《克里夫蘭誠懇家》[15]，並與《克里夫蘭領導家》（Cleveland Leader）共同收購《克里夫蘭先驅報》（Cleveland Herald）。
- 1932年9月29日，遭波及，霍登信託產業設置森林城出版公司（Forest City Publishing Co.,）[16]；同年10月4日，正式宣布取得誠懇家出版與《克里夫蘭新聞報》（Cleveland News）的「克里夫蘭股份有限公司」（Cleveland Company, Inc.[17]）所有股票組成康采恩形式，《克里夫蘭誠懇家》定位早報、《克里夫蘭新聞報》則是午報。[18][19]
- 1953年12月23日，註冊成立「誠懇家-新聞慈善機構」（Plain Dealer-News Charities, Inc.）。
- 1957年7月12日，註冊成立非營利事業「森林城儲蓄互助社」（Forest City Credit Union, Inc.）。
- 1960年1月23日，森林城出版出售《克里夫蘭新聞報》給對手《克里夫蘭報》（Cleveland Press）[19]，《克里夫蘭誠懇家》遷至該報廠。同年5月6日，誠懇家-新聞慈善機構改名「誠懇家慈善機構」（Plain Dealer Charities, Inc.）。
- 1961年9月16日，報頭回復現名（The Plain Dealer）。[20]
- 1967年3月1日，紐豪斯企業先進出版公司收購森林城出版[21][22]。
- 1972年9月7日，森林城出版回復現名（Plain Dealer Publishing Company）經營。
- 1973年3月5日，森林城儲蓄互助社更名「誠懇家儲蓄互助社」（Plain Dealer Credit Union, Inc.）。
- 1982年2月25日，《克里夫蘭報》財務困難，成立「戴-康股份有限公司」（Del-Com, Inc.）以電話銷售方式招攬新用戶及大宗郵件廣告；同年6月17日，該報倒閉，遂向紐豪斯求售資產，誠懇家出版買下戴-康。[23][24][25]
- 1994年6月5日，位於俄亥俄州布魯克林報廠「泰德曼產銷中心」（Tiedeman Production and Distribution Center）啟用。[26]
- 1995年12月8日，成立「誠懇家新傳媒股份有限公司」（Plain Dealer New Media Corp.）。
- 1996年7月1日，誠懇家新傳媒以「克里夫蘭現場」（Cleveland Live）之名，cleveland.com網站開張。[27]
- 2001年5月1日，位於克里夫蘭市中心商辦大樓「誠懇家廣場」（Plain Dealer Plaza）落成[28]。同年8月30日，另註冊「誠懇家日報有限責任公司」（The Plain Dealer, LLC）。[29]
- 2002年，誠懇家廣場第二期竣工。[30]
- 2007年10月23日，「卓越訂製出版有限責任公司」（Superior Custom Publishing, LLC）設立；同年11月15日，成立「俄亥俄東北行銷網有限責任公司」（Northeast Ohio Marketing Network, LLC）負責廣告代理業務[31]；同年12月6日，誠懇家新傳媒更名「克里夫蘭現場有限責任公司」（Cleveland Live, LLC），納入「先進網際網路」（Advance Internet）體系[32]。
- 2010年12月31日，俄亥俄東北行銷網吸收合併卓越訂製出版。
- 2012年1月1日，誠懇家出版吸收合併戴-康。
- 2013年4月4日，宣布將減至一週三次送報（後改四次）。報社廠辦合一，誠懇家廣場處將成立俄亥俄東北傳媒集團，專注網路數位發行[33]。同年7月30日，克里夫蘭現場更名「俄亥俄東北傳媒集團有限責任公司」（Northeast Ohio Media Group, LLC，NEOMG[34]），改「在地先進」（Advance Local）體系管理，與誠懇家人事分離[35]；8月5日，誠懇家出版連同俄亥俄東北傳媒集團開始運作，由俄亥俄東北傳媒集團負責《誠懇家日報》販賣跟行銷；8月16日，誠懇家慈善機構改名「俄亥俄東北傳媒集團慈善機構」（Northeast Ohio Media Group Charities, Inc.）。
- 2015年12月31日，誠懇家出版吸收合併俄亥俄東北行銷網。
- 2016年1月26日，俄亥俄東北傳媒集團更名「俄亥俄先進傳媒有限責任公司」（Advance Ohio Media, LLC）。

## 組織架構
- 誠懇家出版公司（Plain Dealer Publishing Co.,）
  - 誠懇家日報有限責任公司（The Plain Dealer, LLC）
  - 誠懇家儲蓄互助社（Plain Dealer Credit Union, Inc.）
- 俄亥俄先進傳媒有限責任公司（Advance Ohio Media, LLC）
  - 俄亥俄東北傳媒集團慈善機構（Northeast Ohio Media Group Charities, Inc.）

## 殊榮
- 1953普立茲漫畫創作獎（Pulitzer Prize for Editorial Cartooning）
- 2005年普立茲評論獎（Pulitzer Prize for Commentary）[36][37][38][39]
- 2003年《編輯與出版》（Editor & Publisher）年度編輯獎
- 俄亥俄新聞攝影協會獎（Ohio News Photographer's Association Award，2001-2011、2013年）[40][41]
- 俄亥俄美联社：
  - 卓越新聞獎（General Excellence Award，1994、2001-2004、2006-2007、2010、2012年）[42][43]
  - 第一修正案獎（First Amendment Award，2001、2004年)[44]
  - 其他個人和特定類別獎項[45]

## 花絮
- 邱吉爾未當上英國首相前至美國城市巡迴演講，來到克里夫蘭駛經「誠懇家大樓」（Plain Dealer Building）時，稱讚該報有世上最好的名字。[7]:16[46]

- 以前美國總統威爾遜常提到他能辨別白宮訪客是否從克里夫蘭來，克里夫蘭人會把「Plain Dealer」唸成一個字彙著重第一音節，非克里夫蘭人為兩個字彙、著重第二個的第一音節。[7]:19

## 外部連結
- The Plain Dealer on Cleveland.Com (editorial site) （页面存档备份，存于）
- Cleveland Plain Dealer (business site) （页面存档备份，存于）
- The Plain Dealer article in the Encyclopedia of Cleveland History （页面存档备份，存于）
- The Plain Dealer的Facebook專頁
- The Plain Dealer的X（前Twitter）
- Northeast Ohio Media Group[]→Advance Ohio （页面存档备份，存于）

41°30′25.5″N 81°40′47.2″W / 41.507083°N 81.679778°W